# Adedayo Odeleye
Adedayo Odeleye (* 17. Oktober 1997 in Nigeria) ist ein nigerianisch-britischer American-Football-Spieler in der Defensive Line. Er ist steht derzeit bei den Baltimore Ravens in der National Football League (NFL) unter Vertrag.

## Karriere
Odeleye wurde in Nigeria geboren, im Alter von neun Jahren zog seine Familie ins Vereinigte Königreich. Seine ersten Footballspiele absolvierte er 2017 für die Loughborough University. Daneben war er auch im Rugby aktiv. Im März 2021 wurde er in das NFL International Player Pathway Program (IPPP) aufgenommen, schließlich aber nicht für die NFL verpflichtet.
In der Saison 2021 spielte er für die Berlin Thunder in der European League of Football. Mit 34 Tackles, davon 14 für Raumverlust, sieben Sacks und einem eroberten Fumble in acht Spielen wurde er ins ELF All Star Team gewählt.
Odeleye wurde 2022 erneut ins NFL IPPP eingeladen und schließlich zur Saison 2022 von den Houston Texans verpflichtet.
Nach Auslaufen seines Vertrages bei den Texans erhielt er am 30. August 2024 ein weiteres Mal den IPP-Spot, diesmal im Practice Squad der Baltimore Ravens.